# Czető Zsanett
Czető Zsanett (Budapest, 1991. április 7. –) magyar szinkronszínész, énekesnő.

## Élete és pályafutása
Négyéves kora óta szinkronizál, időközben színházban is szerepel. 6 évig volt tagja a Musical Varázs Stúdiónak, jelenleg[mikor?] azonban az Otthon Theatrum társulat tagja. Régebben fellépett a Hass, alkoss és az Adj Hangot klubokkal. Van egy bátyja, Roland, és egy öccse, Ádám, akik szintén foglalkoznak színészkedéssel, és ők is óvodás koruktól szinkronizálnak.

## Színpadi szerepek
A Színházi adattárban regisztrált bemutatóinak száma: 2.
- Madách Színház: William Shakespeare: Az ember tragédiája – A második puttó
- Erkel Színház: Pillangókisasszony, A varázsfuvola, Denevér
- Opera Színház: Bolygó Hollandi, Falstaff
- Operettszínház: Marica grófnő
- Vígszínház: Bűn és bűnhődés
- Musical Varázs: Hippolyt, a lakáj – Terka; Légy jó mindhalálig – Bella

## Filmjei

### TV-filmek
- Klipperek (2006) Szandra
- Perlasca – Sári
- Vadkörték – A tihanyi kincsvadászat (2002) Kocsis Alexandra

### Reklámfilmek
- Biopon mosópor reklám
- Danone eper joghurt
- Milli tej reklám

## Szinkronszerepei

### Filmek
| Cím                                             | Szereplő               | Színész             |
| ----------------------------------------------- | ---------------------- | ------------------- |
| Amélie csodálatos élete                         | Amélie 6 évesen        | Flora Guiet         |
| Atlantisz gyermekei                             | Carol Gerber           | Mika Boorem         |
| Betépve                                         | Kristina Jung          | Jaime King          |
| A fiú, aki vérfarkast kiáltott!                 | Jordan Sands           | Victoria Justice    |
| Mamma Mia                                       | Sophie Sheridan        | Amanda Seyfried     |
| Miss Spider - A film                            | Csillám                |                     |
| Miss Spider: A Herceg, a Hercegnő és a méhecske | Csillám                |                     |
| Miután                                          | Tessa Young            | Josephine Langford  |
| Sok sikert, Charlie!: A film a nagy utazás      | Teddy Duncan           | Bridgit Mendler     |
| Széttörve                                       | Claire Benoit          | Haley Lu Richardson |
| Az utolsó léghajlító                            | Yué                    | Seychelle Gabriel   |
| Vágy és vezeklés                                | Lola Quincey           | Juno Temple         |
| Végjáték                                        | Petra                  | Hailee Steinfeld    |
| WALL·E                                          | ÉVA                    |                     |
| Batman: A gyilkos tréfa                         | Barbara Gordon/Batgirl | Tara Strong         |
| Vissza hozzád                                   | Amanda Collier         | Liana Liberato      |
| Rontó Ralph                                     | Játékos lány           |                     |

### Sorozatok
| Cím                                                     | Szereplő                                    | Színész                          |
| ------------------------------------------------------- | ------------------------------------------- | -------------------------------- |
| Amika                                                   | Hedwig                                      | Anita Nederlof                   |
| Asha                                                    | Asha                                        |                                  |
| Bakugan szörny bunyósok                                 | Mylene Pharaoh                              | Szaitó Fúko                      |
| Bleach                                                  | Hinamori Momo                               | Szakuma Kumi                     |
| Bűbájos boszorkák                                       | Jenny Gordon                                | Karis Paige Bryant               |
| A dadus                                                 | Gracie Sheffield                            | Madeline Zima                    |
| A Degrassi gimi                                         | Terri McGregor                              | Christina Schmidt                |
| A Degrassi gimi                                         | Clare Edwards                               | Aislinn Paul                     |
| Az életem tinirobotként                                 | Jenny (XJ9)                                 |                                  |
| Handy Manny                                             | Csipi                                       |                                  |
| Hurrá, vidékre költöztünk                               | Hannah Moore                                | Polly Duniam                     |
| iCarly                                                  | Carly Shay                                  | Miranda Cosgrove                 |
| InuYasha                                                | Serina (59. epizód) Shunran (75-77. epizód) |                                  |
| Jó kis bagázs                                           | Emma                                        | Stéphanie Taine                  |
| Kaleido Star                                            | Sora Naegino                                | Hirohasi Rjó                     |
| Kaliforniába jöttem                                     | Ashley Banks                                | Tatyana M. Ali                   |
| Kicsi a bors, de erős                                   | Katja                                       | Jana Fomenko                     |
| Ki vagy, doki? (A Doktor, az Özvegy és a ruhásszekrény) | Lily Arwell                                 | Holly Earl                       |
| A királyi ház titkai                                    | Dong Yi, a gyermek                          | Kim Yoo Jung                     |
| Lego Friends: Lányok bevetésen                          | Emma                                        | Faye Mata                        |
| Léna farmja                                             | Léna Steiner                                |                                  |
| LoliRock                                                | Izira                                       | Jessica Monceau                  |
| Makoi hableányok                                        | Carly                                       | Brooke Nichole Lee               |
| MegaMan NT Warrior                                      | Yai Ayano                                   |                                  |
| Miss Spider és a Napsugár rét lakói                     | Csillám                                     |                                  |
| Nana                                                    | Kavamura Szacsiko                           | Kodzsima Megumi                  |
| Noddy kalandjai Játékvárosban                           | Dina baba                                   |                                  |
| Nyári álmok                                             | Cynthia                                     | Cyrielle Voguet                  |
| Az Oroszlán őrség                                       | Kiara                                       | Eden Riegel                      |
| Otthonunk                                               | Matilda Hunter                              | Indiana Evans                    |
| Gossip Girl – A pletykafészek                           | Isabel Coates                               | Nicole Fiscella                  |
| Rejtélyek városa                                        | Kira Underlay                               | Alexis Dziena                    |
| Roary, a versenyautó                                    | Szeles                                      |                                  |
| Sámán király                                            | Marion Phauna                               | Neja Micsiko                     |
| A Silla királyság ékköve                                | a fiatal ChunMyung                          | Shin Se-Kyung                    |
| Sok sikert, Charlie!                                    | Teddy Duncan                                | Bridgit Mendler                  |
| Soy Luna                                                | Yam                                         | Chiara Parravicini               |
| Star Wars: Lázadók                                      | Sabine Wren                                 | Tiya Sircar                      |
| The Lodge                                               | Kaylee                                      | Jade Alleyne                     |
| Szünidei napló                                          | Elinor Wexler                               | Gaya Gur Arie                    |
| Szulejmán                                               | Fatma szultána                              |                                  |
| Szultána                                                | Fahriye szultána                            |                                  |
| Totál Dráma: Indián-sziget                              | Samey                                       |                                  |
| Utódok: Komisz világ                                    | Jordan                                      | Ursula Taherian                  |
| Veronica Mars                                           | Jackie Cook                                 | Tessa Thompson                   |
| Villám Spencer, a karibi őrangyal                       | Jessica Whitaker Spencer                    | Ashley Gorell                    |
| V, mint Viktória                                        | Tori Vega                                   | Victoria Justice                 |
| Gógyi felügyelő (2015)                                  | Penny                                       | Tara Strong                      |
| Álmodj velem!                                           | Rosalía                                     | Isadora Vives                    |
| Kacsamesék (2017)                                       | Lena                                        | Kimiko Glenn                     |
| Star Wars: Látomások                                    | Misa                                        | Lynn (japán) Jamie Chung (angol) |